# Akcja: Made in USA
Akcja: Made in USA (ang. Action U.S.A.) – amerykański film sensacyjny z 1989 roku w reżyserii Johna Stewarta, dla którego był to pełnometrażowy debiut.

## Obsada
- Gregory Scott Cummins – Osborn
- William Hubbard Knight – McKinnon
- Barri Murphy – Carmen
- William Smith – Conover
- Cameron Mitchell – Frankie Navarro
- Ross Hagen – Drago
- Hoke Howell – Hitch
- Gary Beal (jako Gary Beall) – Garrick
- Malcolm King – Perez
- Rod Shaft – Billy Ray
- David Sanders	– Lucky
- Jim Eiglehart – pilot helikoptera
- Brennon Hatley – szeryf Pritchard

## Fabuła
Wypadki Billy’ego Raya, wplątanego w mroczne rozrachunki z mafią, są źródłem bezustannych kłopotów. Członkowie mafii nigdy nie zapominają o zaciągniętych długach i potrafią uknuć misterną zemstą. Bezcenna saszetka, jaką przywłaszczył sobie Billy, ściąga na niego i jego dziewczynę śmiertelne zagrożenie.